# LINEAR彗星 (354P)
LINEAR彗星 (354P/LINEAR) とは、2010年に発見された太陽系小天体である。尾を持つため彗星に分類されたが、彗星ではなく小惑星同士が衝突した跡であるとする論文も提出されている。小惑星帯の中の軌道を周回している。

## 概要

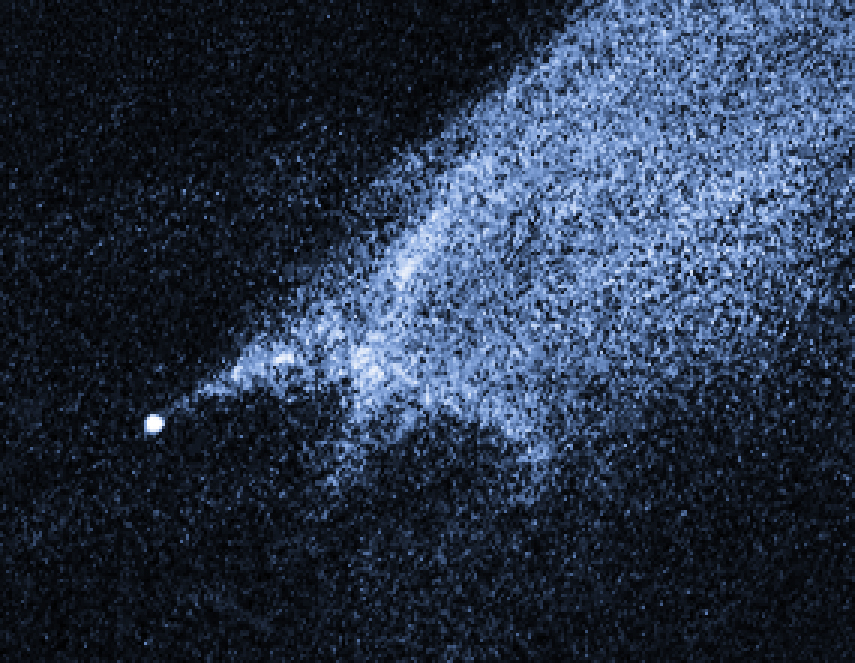
彗星の頭部。核はコマの外側に位置している。

LINEAR彗星は、2010年1月にリンカーン地球近傍小惑星探査 (LINEAR) 計画によって発見された。観測にはCCDカメラを備えた1メートル反射望遠鏡が使用された。2010年1月の時点では観測期間は8日に留まっており、軌道は詳しく分かっていない。ただし2009年12月ごろに近日点を通過したとみられている。
発見当初、この彗星は尾しか観測できず、明るい核やコマの存在を確認できなかったが、ハッブル宇宙望遠鏡による観測で通常の彗星より小さな核と、X字状の明るい部分が見つかった。このような天体は特異な存在で、その性質を説明するために小惑星同士の衝突や核の分裂・消失などの仮説が立てられている。
2010年4月頃にはX字の「核」は崩れ、それに伴い「尾」も小さくなっていった。また2010年10月には、これは彗星ではなく、小惑星同士が約17,700km/hで衝突し、その破片がX字に広がったものであるとの論文が学術雑誌ネイチャーに掲載された。同月には、ロゼッタの画像分析の結果として、衝突は2009年2月10日頃（誤差は前後5日）に起こったという研究結果がESAから発表された。この研究結果からは、LINEAR彗星の本体は120mで、衝突した物体は数メートルと見積もられている。